# A Cool Fish
Pour plus de détails, voir Fiche technique et Distribution.
A Cool Fish (无名之辈, Wu ming zhi bei, litt. « Anonyme ») est une comédie chinoise co-écrite et réalisée par Rao Xiaozhi et sortie le 16 novembre 2018 en Chine.
Elle totalise plus de 100 millions $ au box-office chinois de 2018.

## Synopsis
Tandis que deux petits voyous se cachent après un vol dans l'appartement d'une femme paralysée ne se laissant pas intimidée, son frère, un ancien policier devenu garde de sécurité, tente de retrouver son patron disparu.